# Hemithorakion
Una hemithorakion (in greco antico: ἡμιθωράκιον? traducibile in "semi corazza") era un'antica armatura greca.

## Descrizione
La hemithorakion non proteggeva l'intero corpo, ma solo il petto. Sul retro era legata con dei lacci in cuoio. Spesso era realizzata con il lino come il linothorax, ma anche con la canapa. Veniva indossata nell'esercito macedone dagli ufficiali e serviva più come simbolo del rango che come protezione reale. Veniva quindi spesso indossata in aggiunta ad altre armature. Nel 200 a.C. un decreto di Anfipoli obbligava ad indossare questo oggetto e chi eludeva l'obbligo veniva multato con il pagamento di una dracma.
L'invenzione di questa armatura viene attribuita al tiranno della Tessaglia Giasone di Fere secondo Giulio Polluce.